# Pacific Southwest Airlines
Pacific Southwest Airlines (PSA) era una compagnia aerea degli Stati Uniti con sede a San Diego, in California, operativa dal 1949 al 1988. Fu la prima grande compagnia aerea a basso costo negli Stati Uniti. PSA si autodefiniva "La compagnia aerea più amichevole del mondo" e i suoi aerei avevano un sorriso dipinto sul muso, il che li rendeva noti come gli "uccelli sorridenti (della PSA)". Un articolo sul Los Angeles Times definiva PSA "praticamente la compagnia aerea di bandiera della California da quasi quarant'anni".
La compagnia aerea inizialmente operava come compagnia aerea intrastatale interamente all'interno dello stato della California. Questa strategia, che evitava i costi elevati della regolamentazione federale, sarebbe poi servita da modello per la Southwest Airlines, facendo in Texas ciò che la PSA aveva fatto in California. Dopo l'Atto di Deregolamentazione delle Linee Aeree del 1978, la PSA si espanse a città di altri stati occidentali e, infine, a diverse città del Messico.
Nel 1986 PSA è diventata la prima delle due compagnie aeree che si sono fuse nell'attuale USAir, seguita dalla Piedmont Airlines nel 1989. L'acquisizione della PSA è stata completata nel 1988. USAir cambiò nome in US Airways nel 1997. Nel 2005, dopo la sua seconda dichiarazione di fallimento, America West Airlines ha acquisito US Airways, continuando ad usare il nome fino alla fusione con American Airlines nel 2015.
Nel novembre 1995 il nome PSA è stato assegnato alla "Jetstream International Airlines"(era la ex "Vee Neal Airlines"), diventando PSA Airlines, in modo che US Airways potesse preservare il nome e i marchi PSA. US Airways aveva acquisito Jetstream International nel 1987, quando era una controllata di Piedmont Airlines
Oggi nei domestic flights (voli interni) esiste la "PSA Airlines Inc.", con sede a Dayton (Ohio), una società nata nel 1979 facente parte della American Airlines Group. L'attuale "PSA Airlines Inc". possiede 140 aerei con quasi 5000 dipendenti (dati del 2024).

## Storia

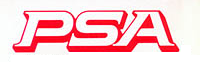
Il logo della PSA nel 1953.

Kenny Friedkin fondò la compagnia nel 1949 con un Douglas DC-3 noleggiato da 1000 $ al mese. Friedkin ottenne alcune informazioni da un agente di viaggio all'avvio della compagnia aerea a causa delle lezioni apprese da un'aerolinea precursore fallita (Friedkin Airlines). Il DC-3 iniziò un viaggio settimanale di andata e ritorno da San Diego a Oakland via Burbank. Le prenotazioni furono inizialmente prese dentro una latrina in eccedenza della seconda guerra mondiale riadattata come biglietteria. Nel 1951 PSA trasferì i suoi voli da Oakland all'Aeroporto Internazionale di San Francisco. Alla fine del 1955 PSA sostituì i DC-3 con due Douglas DC-4 della Capital Airlines, dipingendo rettangoli intorno alle finestre per farli assomigliare al Douglas DC-6.

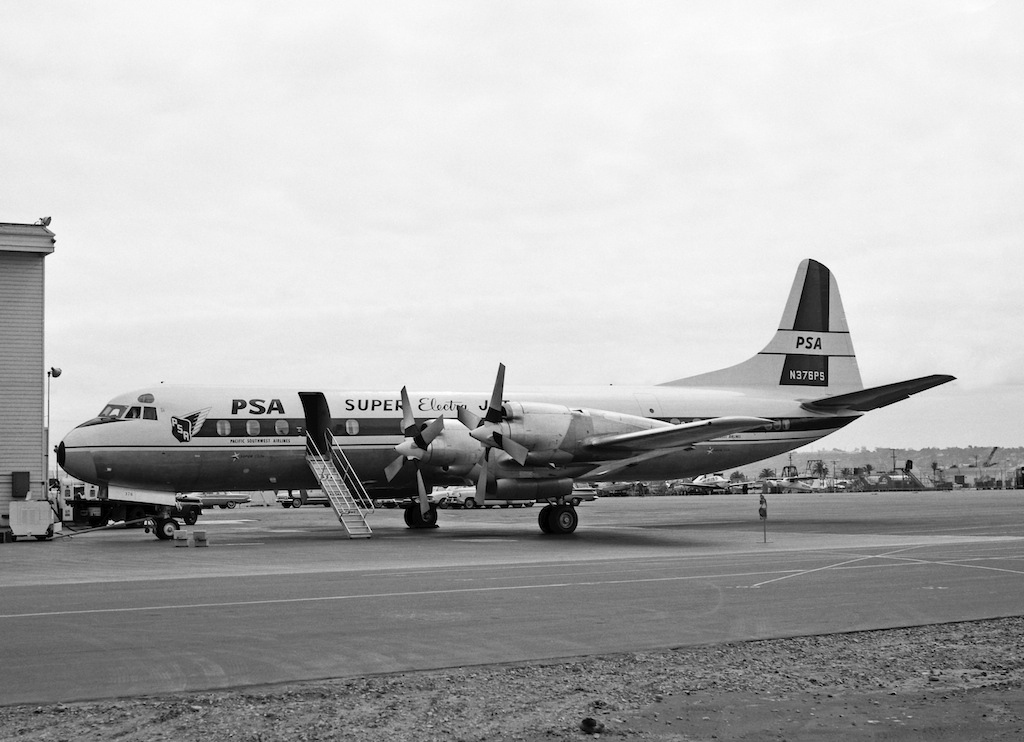
Uno dei Lockheed Electra della PSA all'aeroporto di San Diego nel luglio del 1963.

Nel gennaio 1958 la PSA programmò di far partire 37 DC-4 a settimana da Burbank a San Francisco (29 dei quali originari di San Diego) e quattro diretti da San Diego a San Francisco; la tariffa da Burbank a San Francisco era di $ 9,99. La United Airlines, la Western Airlines e la TWA programmarono quindi un totale di 241 voli diretti ogni settimana da Los Angeles a San Francisco, più 49 voli a settimana da Burbank a San Francisco. Circa la metà di questi voli della concorrenza erano solo di prima classe ($ 22,05); il resto trasportava passeggeri in pullman per $ 13,50 (tutte le tariffe erano soggette a una tassa federale del 10%). Più tardi nel 1958 la PSA spostò alcuni voli da Burbank all'aeroporto internazionale di Los Angeles (LAX); quell'anno trasportò 296 000 passeggeri.
Alla fine del 1959 PSA iniziò ad usare il Lockheed L-188 Electra con 92 posti a sedere e una lounge a sei posti, in sostituzione dei DC-4 da 70 posti. Nel 1963 ottenne il suo sesto Electra; a quel punto trasportava più passeggeri tra la Bay Area e Los Angeles di qualsiasi altra compagnia aerea. I passeggeri PSA totali passarono da 355 000 nel 1959 a 1 305 000 nel 1963 e 5 162 000 nel 1970.

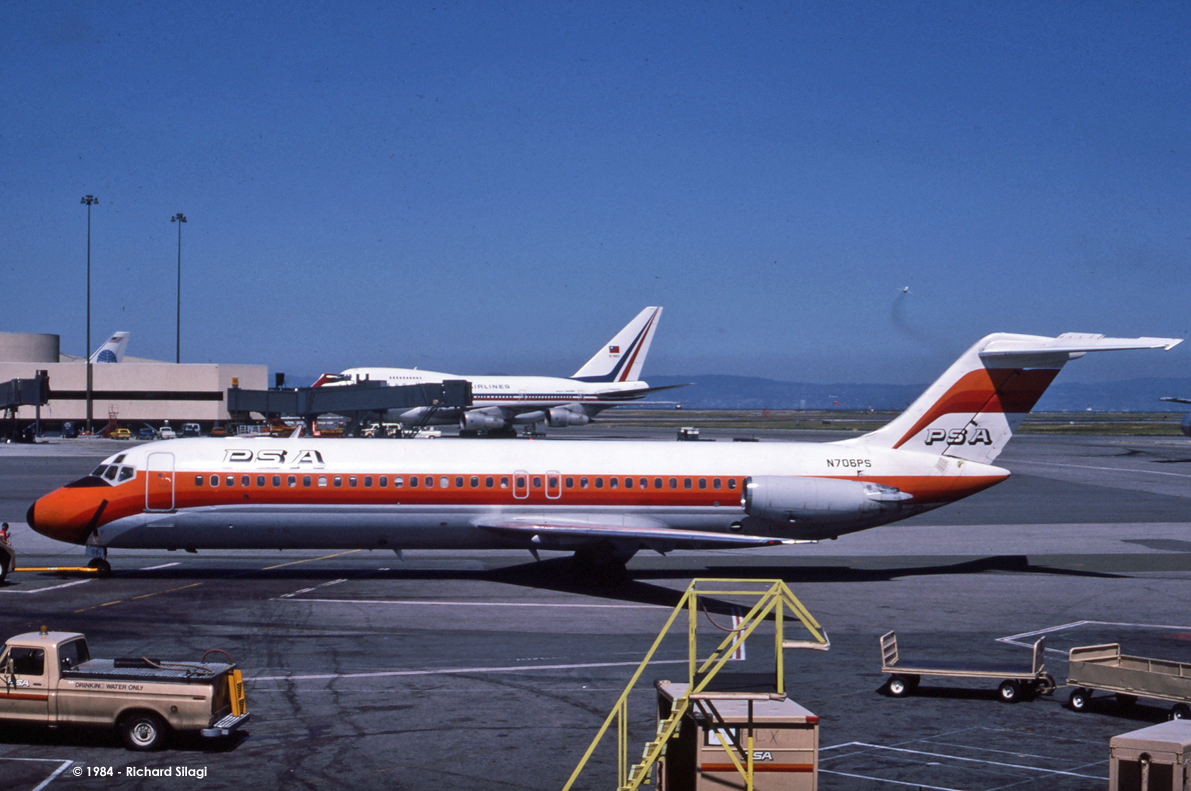
Un DC-9-30 della PSA all'Aeroporto Internazionale di San Francisco nel 1984.

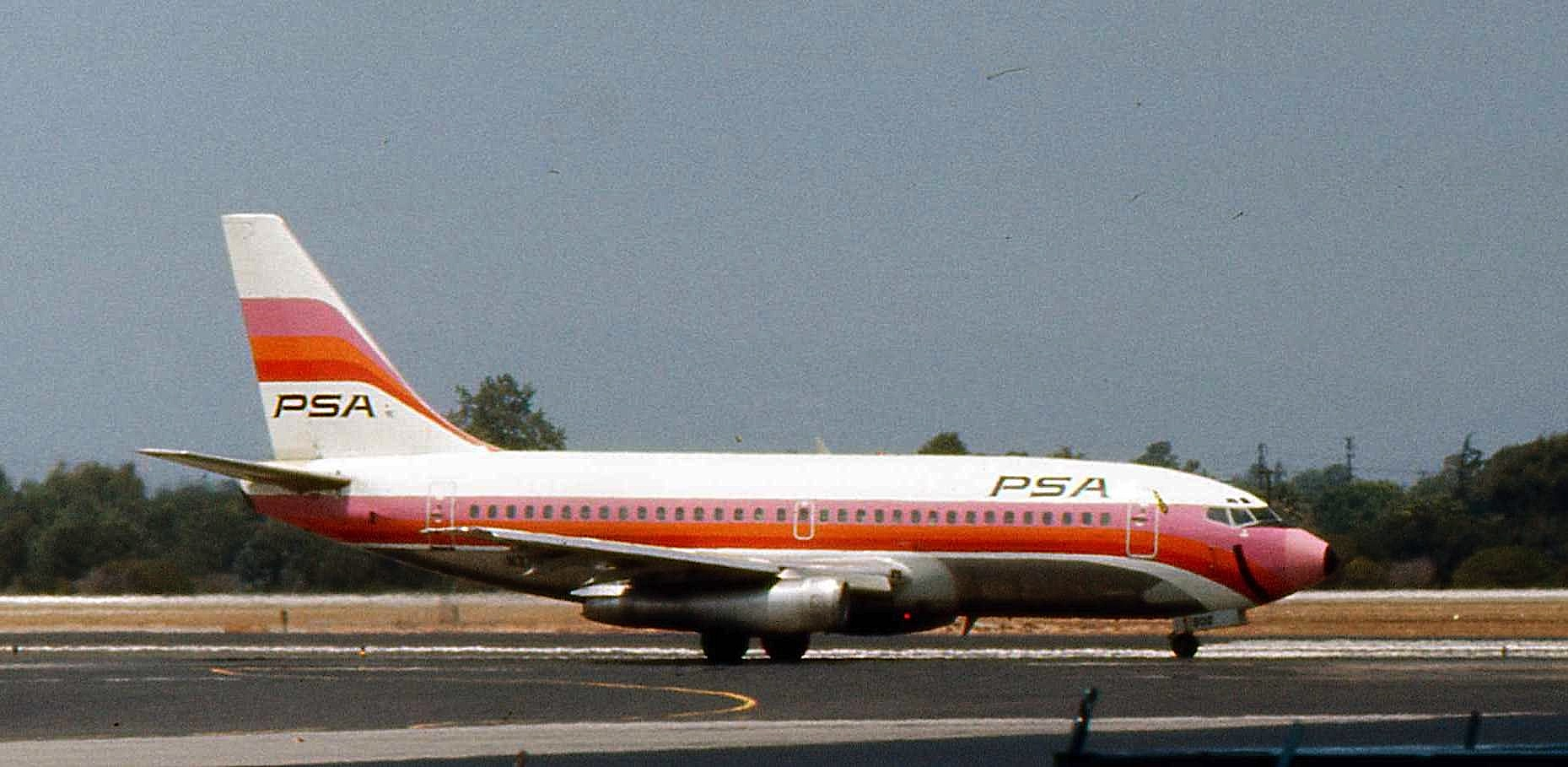
Un 737-200 con la tipica livrea "sorridente" nel 1974.

I Boeing 727-114, 727-214, 737-214 e i McDonnell Douglas DC-9-30 sostituirono gli Electra nel 1965-1970. L'OAG del maggio 1965 mostra 103 Electra a settimana da Los Angeles (LAX) a San Francisco (SFO), 32 viaggi a settimana da Los Angeles a Oakland, 34 a settimana da Burbank a San Francisco e 5 a settimana da San Diego a San Francisco. La durata del viaggio programmato da Los Angeles a San Francisco era di 60 minuti mentre Burbank-San Francisco era di 55 minuti. Apparentemente, l'OAG di maggio non era aggiornato; l'orario della PSA per il 20 aprile 1965 mostra circa 727 voli. Il venerdì e la domenica i 727 partirono da San Diego la mattina e tornarono 16 ore dopo aver effettuato sette round LAX-SFO-LAX viaggi; altri giorni della settimana compirono sei viaggi di andata e ritorno.
Nel 1966 PSA iniziò a volare a San Jose, e nel 1967 all'Aeroporto di Sacramento (SAC); nello stesso anno la PSA e altre compagnie aeree si trasferirono al nuovo aeroporto internazionale di Sacramento (SMF). L'Ontario fu aggiunto nel 1968 e Long Beach, Fresno e Stockton nel 1971-72. Nel 1967 alla PSA fu finalmente permesso di utilizzare la via aerea offshore V25 per San Diego, nonostante fosse una compagnia aerea intrastatale.

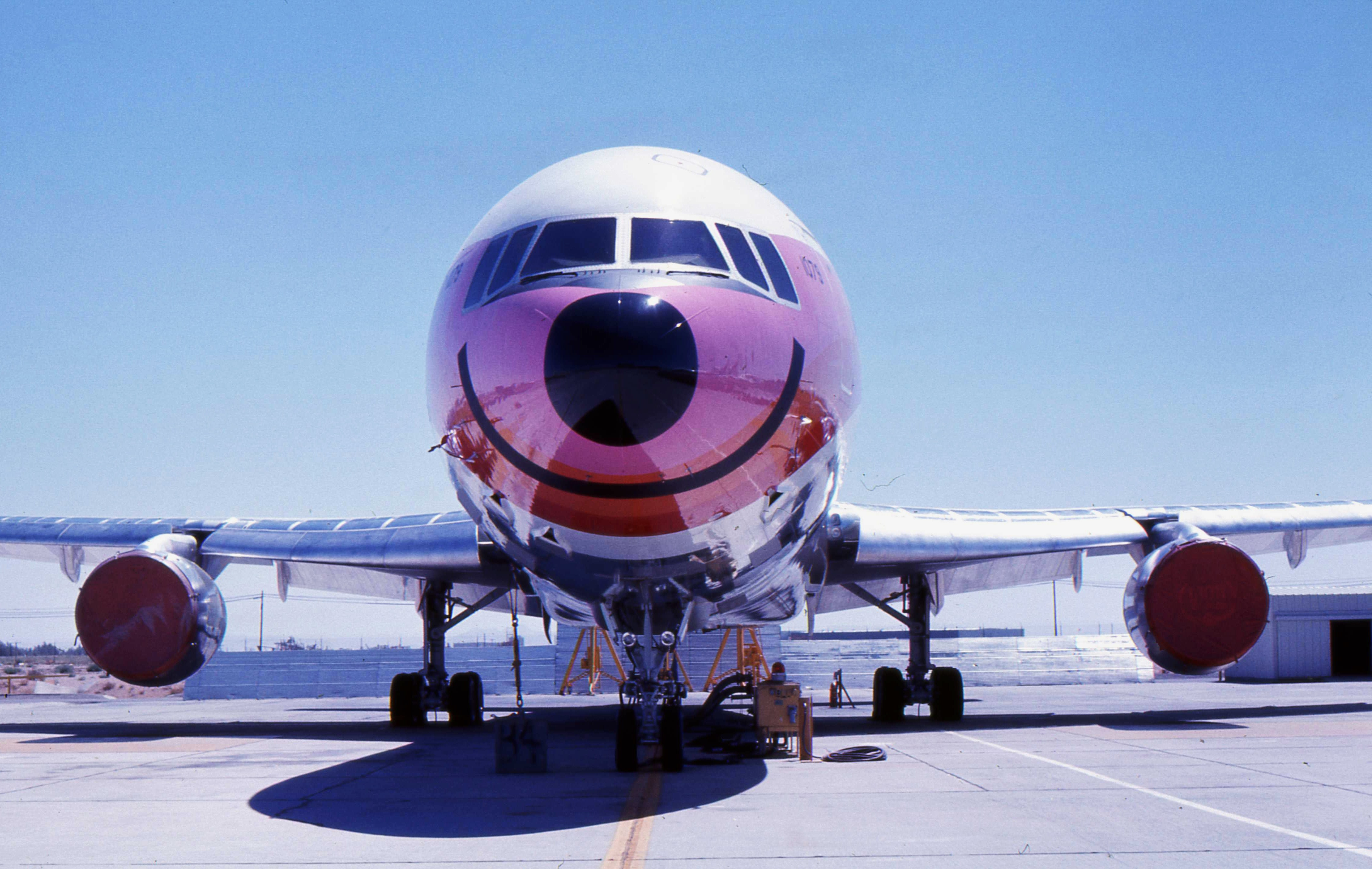
Un Tristar con il caratteristico sorriso dipinto sugli aerei della PSA.

Nel 1974-75 la PSA fece volare due Lockheed L-1011 TriStar wide-body, considerati unici per avere dei posti a sedere sul ponte inferiore; volarono sulle rotte Los Angeles-San Francisco e San Diego-Los Angeles-San Francisco. PSA u l'unica compagnia aerea intrastatale negli Stati Uniti che abbia mai utilizzato dei jet wide-body. I Lockheed Electra furono nuovamente usati nel 1975 per i voli a Lake Tahoe, terminati nel 1979 (l'aeroporto di Lake Tahoe, nella Sierra Nevada, non consentiva l'atterraggio dei jet di linea fino agli anni '80, sebbene la Pacific Air Lines vi avesse volato per un po' con i Boeing 727-100 nel 1966). Anche la sua principale concorrente intrastatale, Air California, volò con gli Electra a Lake Tahoe fino al 1979-80, ma poi vi tornò come AirCal con McDonnell Douglas MD-80 e Boeing 737-300 dopo la fine del divieto di jet. Al contrario PSA non volò più su quella rotta dopo aver ritirato i suoi Electra.

La rete dei collegamenti nel 1984.

Dopo la deregolamentazione delle compagnie aeree, PSA si espanse oltre la California fino a Reno, Las Vegas, Salt Lake City, Phoenix, Tucson e Albuquerque. Il suo primo volo oltre la California fu da Oakland a Reno nel dicembre 1978. La compagnia aerea introdusse macchine automatiche per il check-in e l'emissione di biglietti in diversi aeroporti e volò per breve tempo a Cabo San Lucas in Messico. Quando il piano della PSA di acquistare le attività della Braniff International Airways non andò in porto, essa ampliò la sua rete a nord negli stati di Washington, Oregon e Idaho. La Pacific Southwest operò i nuovi BAe 146-200 verso aeroporti più piccoli come Eureka e Concord, in California. Ad un certo punto si tenne il concorso "Name the Plane", pubblicizzato a pagina intera sui giornali, per dare un nome alla flotta, con in premio un volo privato per il vincitore e 99 amici. Il progetto vincitore fu lo Smiliner, presentato dal Dr. Hugh Jordan di Whittier.
Nel 1986 la Western e l'AirCal furono acquistate (rispettivamente da Delta Air Lines e American Airlines). Un'ora dopo l'annuncio dell'accordo AirCal, PSA accettò di fondersi con USAir, completata nel 1987. PSA era allora in trattative con la Boeing per l'acquisizione di un 757-200, ma non lo ordinò mai. L'ultimo volo PSA fu l'8 aprile 1988. La rete di rotte PSA si disintegrò lentamente all'interno di USAir, scomparendo nel 1994. La maggior parte dei beni della vecchia compagnia aerea vennero demoliti o spostati negli hub USAir sulla costa orientale. La base della PSA all'Aeroporto Internazionale di San Diego fu sventrata e per un certo periodo servì come terminal per i pendolari dell'aeroporto, prima di essere ristrutturata in uffici amministrativi. PSA aveva programmato di diventare un vettore a livello nazionale; al momento della fusione, le rotte della PSA raggiungevano l'estremo est fino al Colorado e al Nuovo Messico e fino a nord fino a Washington.
Nel San Diego Air & Space Museum è presente una mostra dedicata alla PSA, essendo stata la sua città natale.
PSA fu uno degli sponsor del programma televisivo The Dating Game sul canale ABC dal 1965 al 1973.

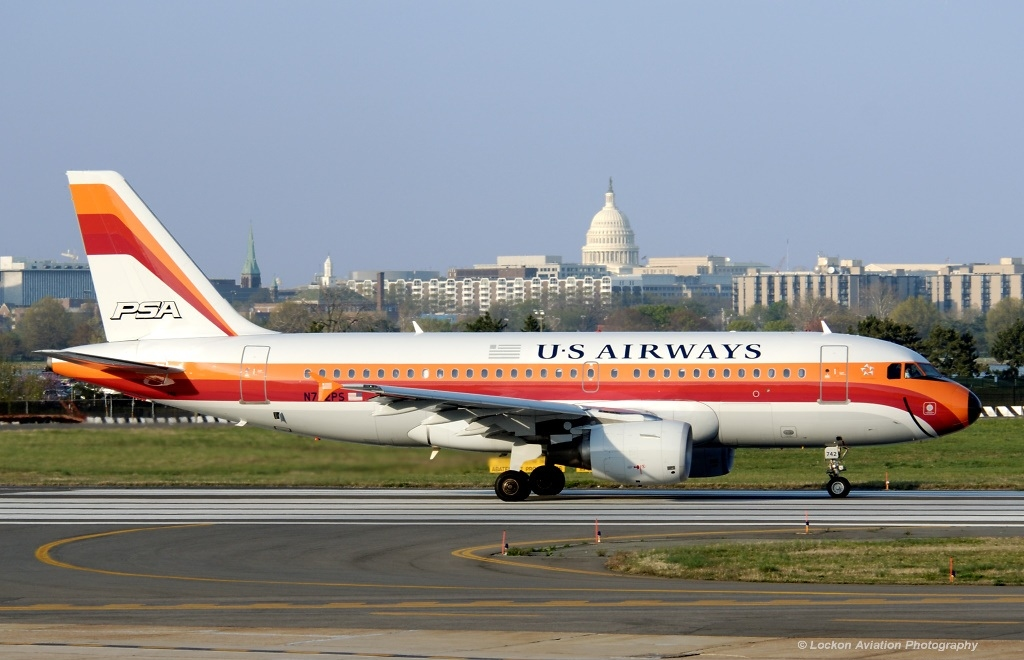
Un Airbus A319 di US Airways nella livrea di PSA (nota: PSA non ha mai utilizzato gli aeromobili Airbus).

Dopo la fusione del 2005 di US Airways e America West, un Airbus A319 di US Airways è stato ridipinto con la livrea PSA come uno dei quattro velivoli storici per commemorare le compagnie aeree che si erano fuse per formare l'attuale US Airways. L'aereo era stato dedicato all'ex terminal per pendolari dell'aeroporto internazionale di San Diego (l'ex base operativa di PSA) il 30 marzo 2006 e volò su rotte simili a quelle di PSA.

## Sede centrale
Il quartier generale della PSA era un edificio grigio-marrone senza finestre su Harbor Drive a San Diego. L'edificio è stato il terminal dei pendolari dell'aeroporto internazionale di San Diego fino al 2015, quando è stato convertito negli uffici amministrativi della San Diego County Regional Airport Authority.

## Incidenti e inconvenienti
- 15 gennaio 1969 - Un Boeing 727-100 (1ª serie) della PSA, N973PS,[8] entrò in collisione con il Cessna 182 N42242 mentre stava salendo alla sua quota di crociera. Entrambi gli aerei si trovavano nello spazio aereo controllato sulla stessa frequenza. Il 727 proseguì per Ontario, CA e compì un atterraggio sicuro. L'ala destra del Cessna rimase danneggiata, costringendolo a tornare a San Francisco. Questo incidente fu stranamente simile all'incidente di San Diego del volo 182, ben nove anni dopo.
- 5 marzo 1974 - Un velivolo da addestramento della PSA di fabbricazione giapponese del tipo NAMC YS-11 del 1968, immatricolato N208PA[9], ebbe un guasto  improvviso dei motori a elica, provocando lo schianto dell'aereo nel deserto vicino a Borrego Springs, in California. L'aereo stava simulando uno stallo durante l'atterraggio. Tutti e quattro i membri dell'equipaggio sopravvissero allo schianto, ma l'aereo dovette essere radiato. Emerse dall'inchiesta che, oltre una scarsa manutenzione a terra, due piloti-allievi fecero errori e l'istruttore non fu in grado di correggere e intervenire. Il blocco delle eliche per il fenomeno dell'Aeronautical Yaw, ovvero il  beccheggio elevato (delle volte causato anche dal contrastare, se si presenta, il fenomeno ventoso detto wind shear) durante la crociera fu causato dal surriscaldamento eccessivo delle turbine di entrambi i motori.
- 25 settembre 1978 - Il volo PSA 182, un Boeing 727-200, si schiantò a San Diego mentre cercava di atterrare al Lindbergh Camp (il vecchio nominativo dell'aeroporto che fu cambiato nel 2003) in California, dopo essere entrato in collisione con un Cessna 172 operato dal Gibbs Flite Center. Il 727 si schiantò all'incrocio tra Dwight e Nile. Il Cessna, ridotto in pezzi, cadde a pochi isolati di distanza. Tutti i 135 a bordo del volo PSA morirono uccisi, così come il pilota e l'istruttore nel Cessna e sette a terra. A quel tempo, fu l'incidente aereo più mortale nella storia degli Stati Uniti; rimane la peggiore collisione a mezz'aria negli Stati Uniti. Una causa sostenuta da Gary J. Aguirre terminò con un verdetto contro la PSA per danni. L'equipaggio di cabina del 727, infatti, era impegnato in conversazioni futili e non si stava concentrando sull'atterraggio.[10]
- 7 dicembre 1987 - Il volo PSA 1771, un BAe 146, diretto all'Aeroporto Internazionale di San Francisco dall'Aeroporto Internazionale di Los Angeles, era in volo sopra la costa centrale della California quando improvvisamente entrò in una picchiata ad alta velocità e si schiantò su un ranch vicino alla piccola città costiera di Cayucos nella contea di San Luis Obispo. Le indagini stabilirono che David Burke, un ex dipendente della USAir (che aveva recentemente acquistato la PSA) era stato licenziato per furto (era anche sospettato di altri gravi reati come traffico di droga nel periodo in cui lavorava a Rochester, stato di New York, oltre che violenze alle sue compagne) aveva preso una pistola che gli era stata imprestata da un collega il mese precedente (dopo la comunicazione del suo licenziamento). Il collega non fu denunciato, secondo la legge USA, in quanto estraneo ai fatti. Dopo si era imbarcato sullo stesso volo che trasportava il suo ex supervisore, Raymond Ray Thomson, a San Francisco: prima alle ore 14:00 aveva avuto un incontro chiarificatore con il suo superiore per chiedergli ancora un'ultima volta "clemenza" ("leniency") per annullare il licenziamento. Ha scritto una nota su un sacchetto per il mal d'aria (miracolosamente sopravvissuto all'impatto, testimonianza che in seguito ha chiarito subito che il disastro non riguardava cause tecniche), Burke gli sparò due colpi, colpì una assistente di volo, entrambi i piloti e dopo un altro capo-pilota fuori servizio, seduto fra i passeggeri, che aveva cercato in tutta fretta di accedere alla cabina di pilotaggio oramai senza controllo. La scena dall'inizio alla fine è durata circa 2 minuti. Probabilmente si è alzato, ha buttato il sacchetto a Thomson, si è diretto alla toilette a preparare l'arma (di notevole potenza) e deve avere sparato due colpi a Thomson. Si è diretto verso la cabina di pilotaggio sparando ai due piloti e a una delle hostess, intervenuta. Poi al capo pilota, l'unico a bordo che poteva salvare il veicolo e le vite. Si sa che Burke spinse verso il basso la cloche con i corpi dei piloti adagiati sopra, spingendo i motori al massimo fino  a portare l'aeromobile  in assetto verticale, ad una velocità di poco superiore a quella del suono, approssimativamente in picchiata di 1240 km/h. Non ci furono sopravvissuti tra i 43 a bordo (38 passeggeri e 5 membri dell'equipaggio). Il primo motivo che destò meraviglia agli inquirenti  furono i resti ridotti in micro-pezzettini come un foglio di giornale strappato e ridotto in piccoli brandelli: il piccolo aereo, infatti, era caduto così velocemente da polverizzarsi all'impatto. La cosa più grande ritrovata sul sito dello schianto era un piede protetto dalla scarpa, poi dietro un arbusto i resti spezzati della potente arma col dito di Burke (la canna spezzata, integra dal fusto con il tamburo al grilletto con la sua guardia, ma con l'impugnatura [il calcio] senza guancette, ossia il rivestimento) e la "vomit bag" (volata più lontano, fra detriti  e cumuli di terra ma salvatasi dalle fiamme) con il farneticante messaggio di Burke a Thomson.

### Dirottamenti
Ci sono stati diversi tentativi di dirottamento che non hanno provocato feriti e la resa del dirottatore, spesso solitario. Questi incidenti non sono inclusi. I seguenti sono dirottamenti notevoli per via di incidenti mortali o che ebbero successo nel costringere l'aereo a volare in un altro paese.
- 7 gennaio 1972 - Il volo PSA 902, un Boeing 727-200 da San Francisco a Los Angeles, era stato dirottato in direzione di Cuba. Il capitano negoziò il rilascio dei passeggeri a Los Angeles e i dirottatori, armati di fucile e altre armi, vennero portati a Cuba, con una sosta di rifornimento a Tampa dove restituirono la custodia dell'aereo al capitano. Tre assistenti di volo più altri tre fuori servizio non liberati con i passeggeri e rimasero sull'aereo fino a Cuba.
- 5 luglio 1972 - Il volo PSA 710, un Boeing 737-200 da Sacramento a San Francisco, fu dirottato con la richiesta di volare in Unione Sovietica. L'aereo fu preso d'assalto mentre era a terra a San Francisco, provocando la morte di un passeggero e dei due dirottatori. Uno dei passeggeri, sopravvissuto a un colpo alla schiena, era l'attore Victor Sen Yung, meglio conosciuto come Hop Sing della serie televisiva Bonanza. Un altro passeggero è stato colpito ed è sopravvissuto.
- 1 maggio 1980 - Il volo PSA 818, un Boeing 727 che volava da Stockton a Los Angeles, fu dirottato prima dell'imbarco dei passeggeri. Il dirottatore chiese di essere portato in Iran, ma venne sopraffatto diverse ore dopo da Alan Romatowski (1951-2014)[11][12] l'ingegnere di volo dal 1978 in PSA e l'unico ostaggio, rimasto a bordo dell'aereo.

## Destinazioni
PSA collegava le seguenti destinazioni nazionali negli Stati Uniti in vari momenti durante la sua esistenza.

### Arizona
- Aeroporto Internazionale di Phoenix-Sky Harbor, Phoenix (PHX)
- Aeroporto Internazionale di Tucson, Tucson (TUS)

### California
- Aeroporto di Arcata-Eureka, Arcata/Eureka (ACV)
- Aeroporto di Burbank-Glendale-Pasadena, Burbank (BUR)
- Aeroporto di Buchanan Field, Concord (CCR)
- Aeroporto internazionale di Fresno Yosemite, Fresno (FAT)

### Colorado
- Aeroporto di Yampa Valley, Steamboat Springs (HDN)

### Idaho
- Aeroporto di Boise, Boise (BOI)

### Nuovo Messico
- Aeroporto di Albuquerque, Albuquerque (ABQ)